# Bjäre Kraft

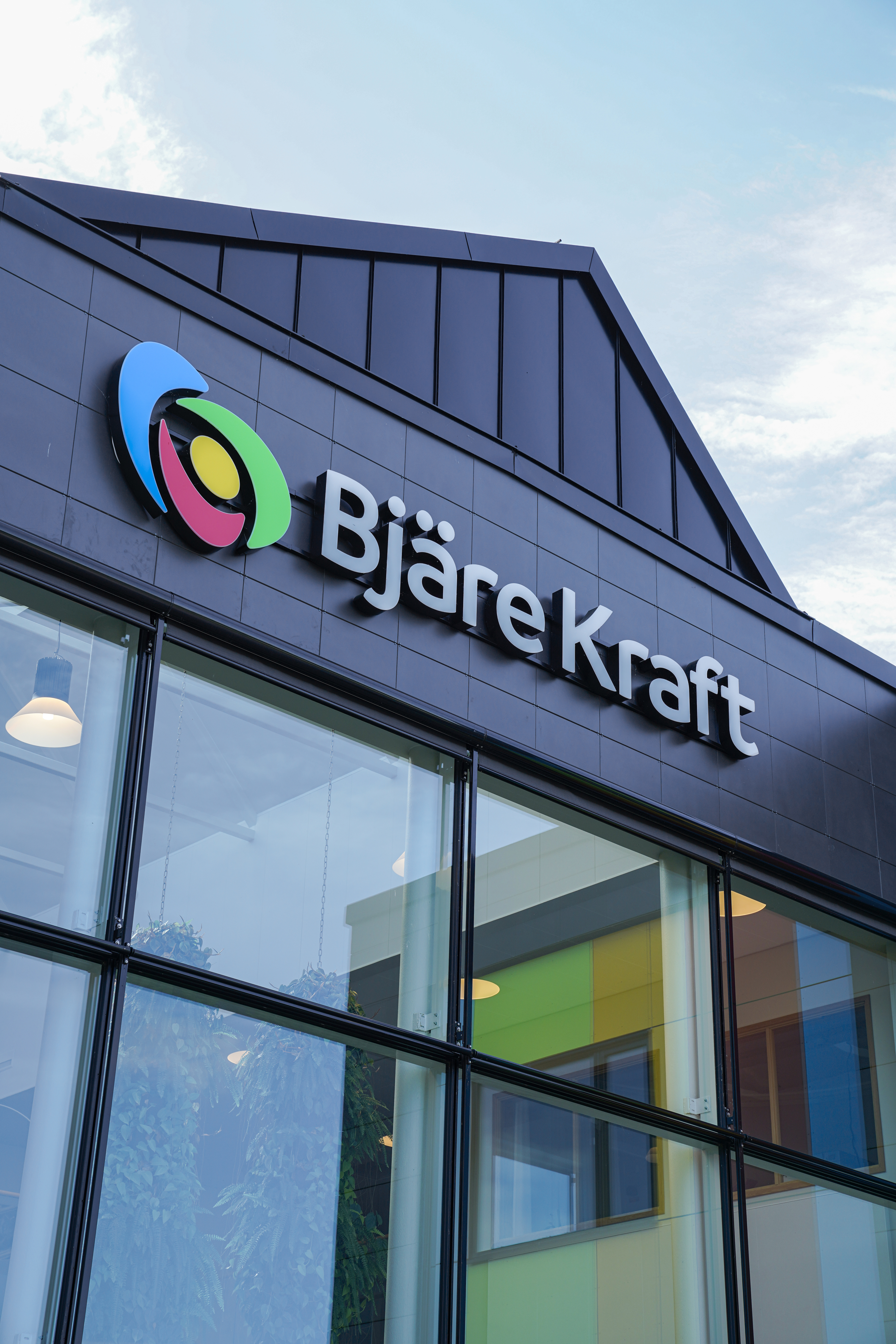
Bjäre Krafts huvudkontor i Förslöv.

Bjäre Kraft äger och utvecklar fiber- och elnät  i nordvästra Skåne och södra Halland. Företaget har bredbands- och energitjänster som TV, internet och elhandel. Dessutom har de försäljning och installation av solceller och laddboxar till elbilar. Koncernen är en ekonomisk förening som ägs av sina medlemmar. Huvudkontoret finns i Förslöv.

## Organisation
Bjäre Kraft består av moderbolaget Bjäre Kraft ekonomisk förening samt dotterbolagen Bjäre Kraft Energi AB, Bjäre Kraft Bredband AB, Bjäre Kraft Fastighets AB och Bjäre Kraft Media AB. 
- Bjäre Kraft ekonomisk förening bedriver eldistribution i Båstad kommun och delar av Ängelholms kommun samt utför entreprenadarbeten för el- och bredbandsnät.
- Bjäre Kraft Bredband AB bedriver kommunikations- och bredbandsverksamhet i nordvästra Skåne.
- Bjäre Kraft Energi AB sysslar med produktion och försäljning av el från vindkraftverk.
- Bjäre Kraft Fastighets AB förvaltar industrifastigheter.
- Bjäre Kraft Media AB uppgift är att bedriva försäljning, förmedling och distribution av programsignaler i kabel- och TV-nät eller bredbandsnät.

På Bjäre Kraft arbetar ca 70 anställda.

## Historiska nedslag
- 1972 - Bjäre Kraft ekonomisk förening bildades då sex elföreningar slogs ihop och samtidigt köpte Båstad köpings elverk. Nätområdet sträcker sig från Båstad i norr till Björkhagen i söder. Vid denna tid hade Bjäre Kraft ekonomisk förening både hand om elförsäljningen och distributionen.
- 1996 - När elmarknaden avreglerades 1 januari 1996 fick inte nätbolag längre sälja el. Bjäre Kraft Energi AB bildades för att ta hand om försäljningen av vår producerade el. Samma år bildade Bjäre Kraft, tillsammans med andra elnätsbolag, elhandelsbolaget Kraftaktörerna, för att sälja el till slutkunder.
- 2008 - I februari 2008 köpte Bjäre Kraft bolaget Thalamus Operations AB och tog över stadsnätet i Ängelholm. Dotterbolaget Bjäre Kraft Bredband AB bildades och äger och förvaltar sedan dess stadsnätet, som numera finns i Båstads, Ängelholms, Åstorps och Klippans kommuner.
- 2016 - Bjäre Kraft sålde sin del i elhandelsbolaget Bixia (som Kraftaktörerna kom att uppgå i) och i oktober startade företaget sin egen elhandel.
- 2018 - Företaget växte ur sin anläggning i Västra Karup och i november 2018 flyttade de in i ett nybygge i Förslöv, nära buss- och järnvägsstation.
- 2020 - Bjäre Kraft börjar sälja och installera solceller.